# Sínodo de Dort

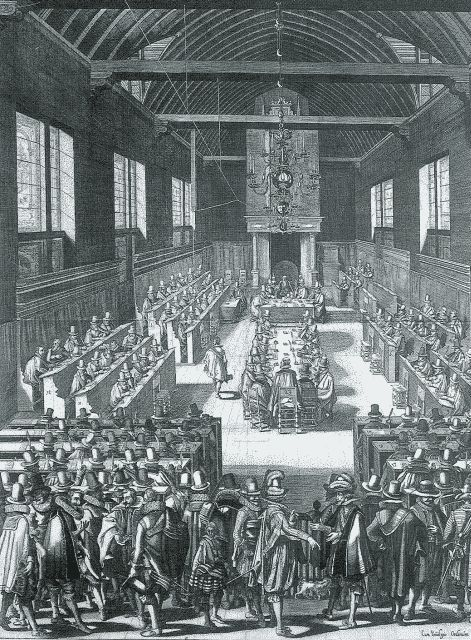
Sínodo de Dort.

El Sínodo de Dort fue un sínodo nacional que tuvo lugar en Dordrecht, en Holanda en 1618/19, por la Iglesia Reformada Holandesa, con el objetivo de regular una seria controversia en las Iglesias Holandesas iniciada por el ascenso del arminianismo. La primera reunión del sínodo fue el 13 de noviembre de 1618 y la última, la 154.ª fue el 9 de mayo de 1619. También fueron invitados representantes con derecho de voto venidos de 8 países extranjeros. "Dort"  era el nombre que se daba entonces en inglés a la ciudad holandesa de Dordrecht. El sínodo es a veces llamado el Sínodo de Dordt, o Sínodo de Dordrecht.
El sínodo decidió el rechazo de las ideas arminianas, estableciendo la doctrina reformada en cinco puntos: depravación total o corrupción radical, elección incondicional, expiación limitada, vocación eficaz (o gracia irresistible) y perseverancia de los santos. Estas doctrinas, descritas en el documento final llamado Cánones de Dort, son conocidas también como los Cinco puntos del Calvinismo. Tras este sínodo, Johan van Oldenbarnevelt y otros dirigentes importantes del arminianismo fueron excomunicados, mientras que otros muchos, entre los que se encontraban Hugo Grocio y Simón Episcopius, tuvieron que exiliarse. Para 1618, la Iglesia Anglicana, cuyos 39 artículos son calvinistas, estaba influenciada por el arminianismo.